# Antroposofická medicína
Antroposofická medicína je forma alternativní medicíny. Antroposofická medicína, kterou ve 20. letech 20. století vytvořil Rudolf Steiner (1861–1925) společně s Itou Wegmanovou (1876–1943), vychází ze Steinerovy duchovní filozofie, kterou nazval antroposofií. Praktici používají různé léčitelské techniky založené na antroposofických poučkách, včetně masáží, cvičení a poradenství.
Mnoho přípravků používaných v antroposofické medicíně jsou ultraředěné látky, podobné těm, které se používají v homeopatii. Homeopatika nejsou lékařsky účinná a obecně se považují za neškodná, s výjimkou případů, kdy se používají jako náhrada vědecky ověřeného a účinného léku. V některých evropských zemích se lidem s rakovinou někdy předepisují léky vyrobené ze speciálně nasbíraného jmelí, ačkoli neexistují žádné důkazy o jeho klinickém přínosu. Někteří anthroposofičtí praktici jsou proti očkování dětí, což vedlo k epidemiím nemocí, kterým se dalo předejít.
Antroposofická medicína se v několika ohledech odchyluje od základních biologických principů. Steiner například tvrdil, že srdce není pumpa, ale že krev se v jistém smyslu pumpuje sama. Antroposofická medicína také předpokládá, že minulé životy pacientů mohou ovlivnit jejich nemoc a že průběh nemoci podléhá karmickému osudu. Profesor komplementární medicíny Edzard Ernst a další lékaři a vědci, včetně Simona Singha a Davida Gorského, označili antroposofickou medicínu za pseudovědecké šarlatánství, které nemá žádný rozumový ani logický základ.

## Historie

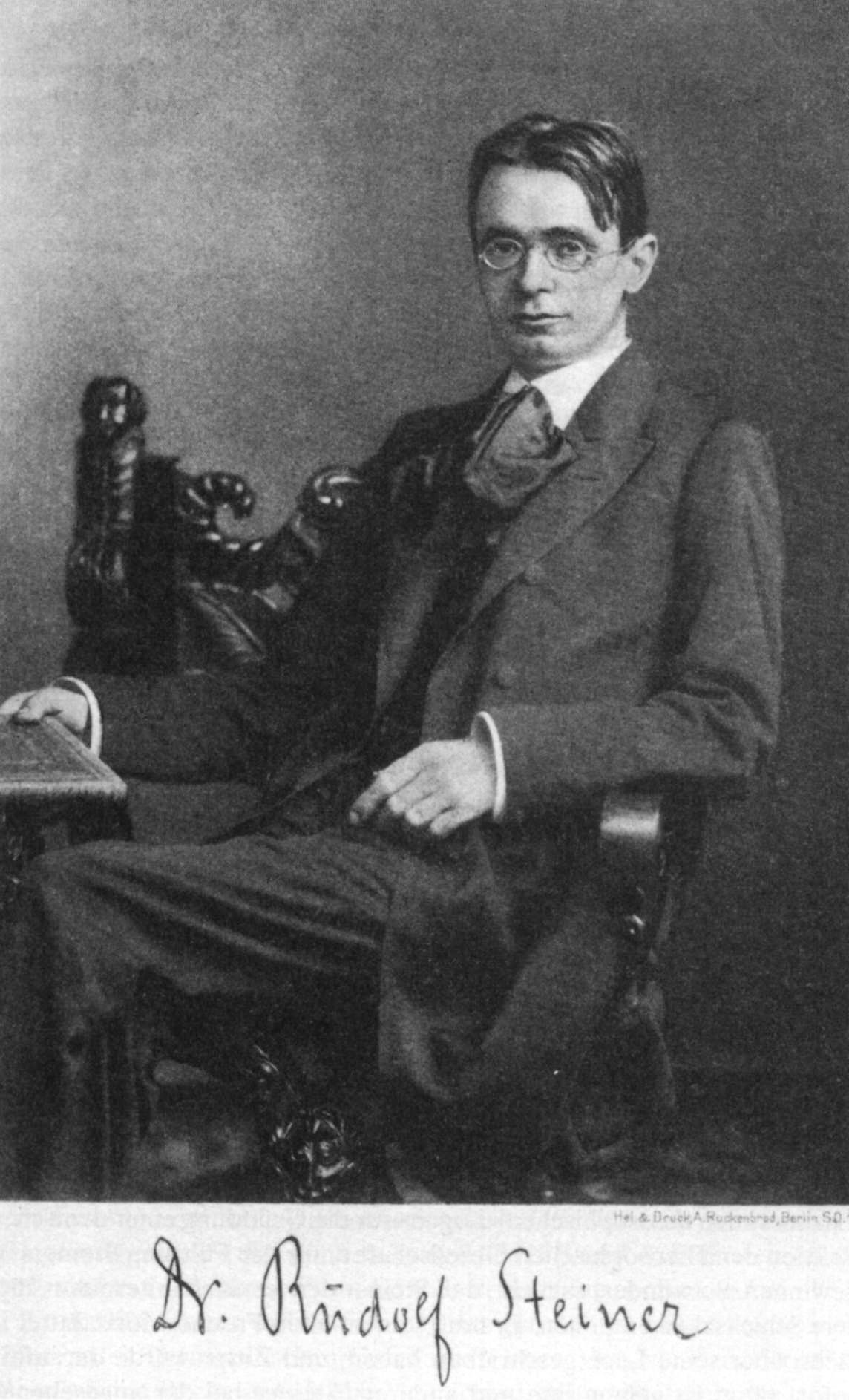
Rudolf Steiner v roce 1900

První kroky k antroposofickému přístupu k medicíně byly učiněny před rokem 1920, kdy homeopatičtí praktici a lékárníci začali spolupracovat s Rudolfem Steinerem, který doporučoval nové léčivé látky i specifické metody přípravy spolu s antroposofickým pojetím člověka. V roce 1921 otevřela Ita Wegmanová ve švýcarském Arlesheimu první antroposofickou kliniku, dnes známou jako Klinik Arlesheim. K Wegmanové se brzy připojila řada dalších praktiků. Ti pak začali pro kliniku školit první antroposofické zdravotní sestry.
Na žádost Wegmanové Steiner kliniku pravidelně navštěvoval a navrhoval léčebné režimy pro konkrétní pacienty. V letech 1920–1925 také uspořádal několik sérií přednášek o antroposofické medicíně. V roce 1920 Wegmanová a Steiner vydali první knihu o anthroposofickém přístupu k medicíně – sborník přednášek Geisteswissenschaft und Medizin (česky vyšlo jako Duchovní věda a zdraví člověka).[zdroj?]
Wegman později otevřel samostatnou kliniku a léčebný dům v Asconě. Wegmanová hojně přednášela, zvláště často navštěvovala Nizozemsko a Anglii, a stále více lékařů začalo do své praxe zařazovat antroposofický přístup. V roce 1963 byla v Arlesheimu otevřena klinika pro léčbu rakoviny, Lukasova klinika.
V roce 1976 dostala antroposofická medicína v Německu zákonnou úpravu jako specifický terapeutický systém („Besondere Therapierichtung“) v zákoně o léčivech – Medicines Act-Arzneimittelgesetz (AMG) a v zákoníku sociálního zabezpečení (Sozialgesetzbuch V).
V 90. letech 20. století byla na univerzitě Witten/Herdecke v Německu zřízena katedra antroposofické medicíny. Tisk toto jmenování označil za „rozsudek smrti“ a fakt, že se zde vyučuje pseudověda, poškodil pověst univerzity a přivedl ji blízko k finančnímu kolapsu. Nakonec ji zachránila finanční injekce od technologické korporace Software AG, která v minulosti financovala antroposofické projekty.
V roce 2012 Aberdeenská univerzita zvažovala zřízení katedry celostního zdraví, kterou by společně financovaly Software AG a Anthroposophic Health, Education and Social Care Movement, přičemž každá z těchto společností by poskytla dotaci ve výši 1,5 milionu liber. Edzard Ernst k tomu poznamenal: „To, že by jakákoli slušná univerzita měla vůbec uvažovat o oddělení antroposofické medicíny, se zdá nepochopitelné. Skutečnost, že by za ním stáli lidé, kteří jsou na tomto falešném přístupu finančně zainteresováni, to ještě zhoršuje.“ Výbor pro správu a jmenování univerzity se nakonec rozhodl, že ke jmenování nepřistoupí.

## Kategorizace a pojmový základ

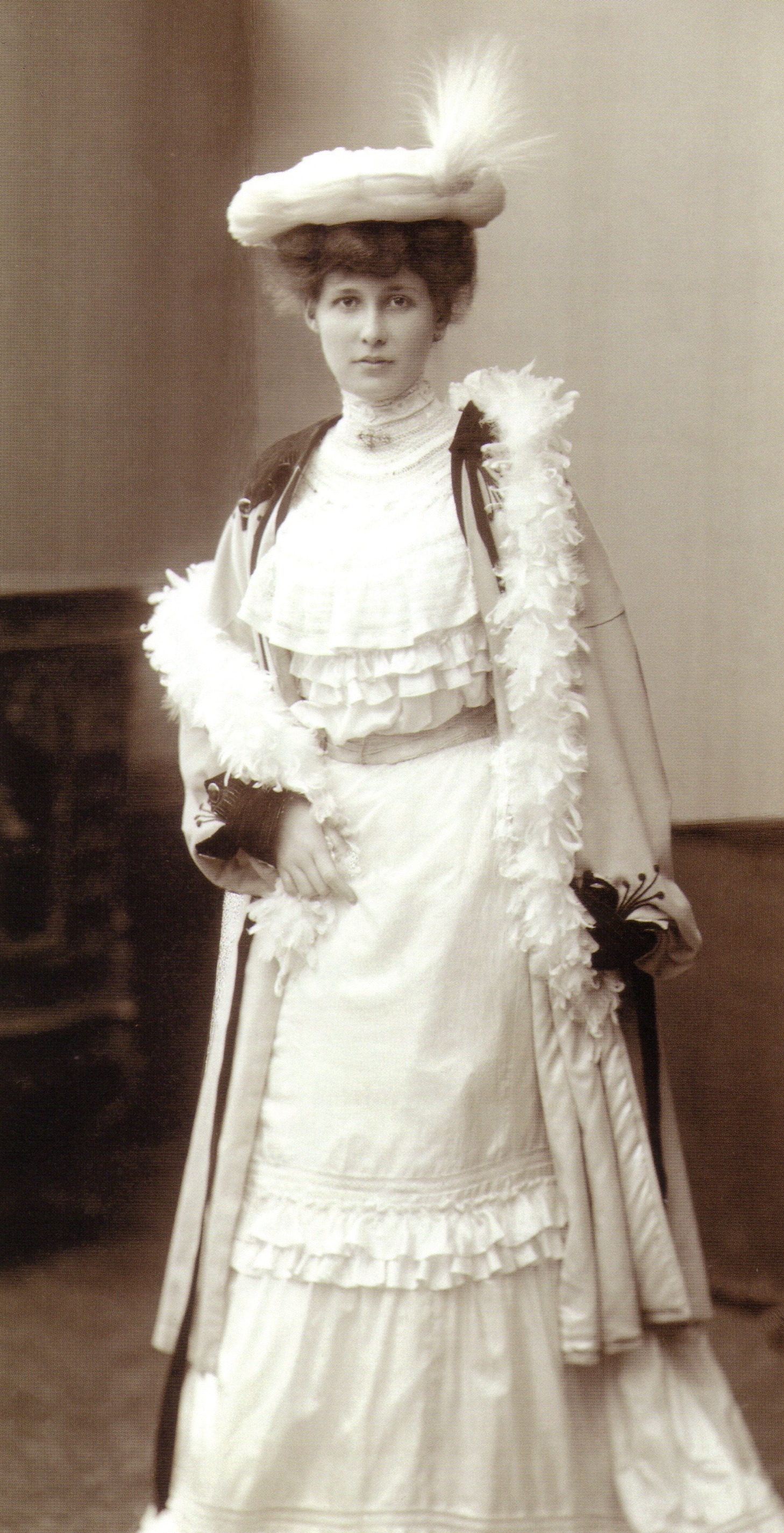
Ita Wegmanová před rokem 1900

Kategorizace antroposofické medicíny je složitá, protože zčásti doplňuje konvenční medicínu a zčásti ji nahrazuje. V roce 2008 Ernst napsal, že je propagována jako „rozšíření konvenční medicíny.“
Ernst píše, že Steiner používal jako základ svých myšlenek imaginaci a vnuknutí, přičemž mystické poznatky čerpal z okultních „Akášických záznamů“, díla, které se údajně nachází na astrální úrovni a které mu podle jeho vlastních slov bylo přístupné prostřednictvím jeho intuitivních schopností. Na tomto základě Steiner navrhl „asociace mezi čtyřmi postulovanými dimenzemi lidského těla (fyzické tělo, éterické tělo, astrální tělo a ego), rostlinami, minerály a vesmírem.“ Steiner také navrhl spojení mezi planetami, kovy a orgány, takže například planeta Merkur, prvek rtuť a plíce byly nějakým způsobem spojeny. Tyto návrhy tvoří základ antroposofické medicíny.
Ernst prohlásil, že antroposofická medicína „obsahuje některé z nejméně věrohodných teorií, jaké si lze představit“, zařadil ji mezi „čiré šarlatánství“ a řekl, že „nemá žádný vědecký základ.“ Podle Quackwatch považují praktici antroposofické medicíny nemoc za „přechodový rituál“, který je nutný k očištění od duchovních nečistot přenesených z minulých životů, podle pouček „karmického osudu.“

## Metody
V antroposofické farmacii se „léky“ připravují podle starověkých představ alchymie a homeopatie, které nesouvisejí s vědou, na níž je založena moderní farmakologie. Během procesu přípravy se interpretují obrazce vzniklé krystalizací, aby se zjistilo, které „éterické síle“ se nejvíce podobají. Většina antroposofických přípravků je silně zředěná, podobně jako homeopatické léky. To znamená, že ačkoli jsou samy o sobě zcela neškodné, jejich použití místo konvenčních léků k léčbě závažných onemocnění s sebou nese riziko vážných nežádoucích následků.
Kromě léků zahrnuje antroposofická medicína také:
- antroposofické ošetřovatelství
- poradenství
- eurythmii – tvrdí, že má vliv na „vnitřní životní funkce“, což vede k "opětovnému spojení těla, duše a ducha"[9][21]
- vnější aplikace
- rytmické masáže

### Léčba rostlinnými přípravky
Při výběru antroposofické látky pro konkrétní onemocnění berou praktici v úvahu zdroj použitých látek. Předpokládá se, že charakter minerálu, rostliny nebo zvířete byl vytvořen látkami, které jsou v něm nejaktivnější, v domnění, že tento charakter může ovlivnit i to, jakého účinku látka dosáhne, když se podá k léčbě jiného organismu. To souvisí s naukou Samuela Hahnemanna o signaturách. Například vrba je považována za látku s neobvyklým charakterem:

„... rostliny, které rostou v blízkosti vody, jsou obvykle těžké, s velkými, tmavě zelenými listy, které snadno vadnou a lámou se. Výjimkou je ... vrba bílá, strom, který vždy roste v blízkosti vody a miluje světlo. Na rozdíl od ostatních „vodních“ rostlin má však vrba jemné, téměř suché listy a vypadá velmi lehce ... Její větve jsou neuvěřitelně pevné. Jsou pružné a nelze je zlomit. Snadno se ohýbají a tvoří spíše „klouby“, než aby se lámaly. Těchto několik málo znaků nám může napovědět, na co lze salix terapeuticky využít: na artritidu, deformaci kloubů, oteklé klouby...“
Neexistuje žádný vědecký důkaz, že by tvar rostlin někdy způsobil objevení nové léčivé vlastnosti.

### Názory na biologii člověka

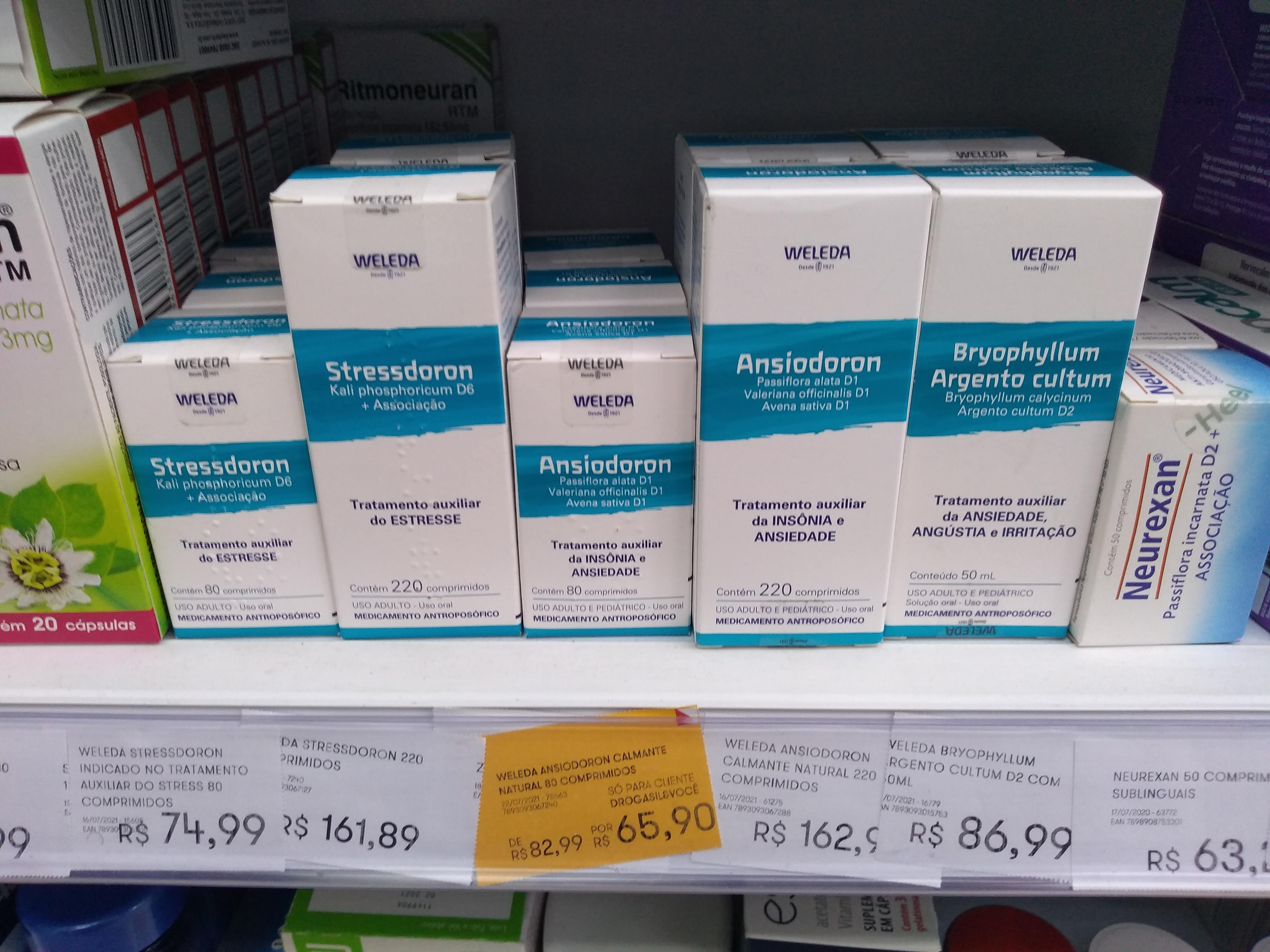
Produkty Weleda v Brazílii

Steiner popsal srdce nikoli jako pumpu, ale jako regulátor proudění, takže samotný tlukot srdce pak odlišuje od krevního oběhu. Antroposofická medicína tvrdí, že proudění krve v oběhové soustavě je, jak říká Marinelli, „poháněno vlastním biologickým momentem, jak je vidět na embryu, a posiluje se indukovanými momenty ze srdce.“
Tento pohled na srdce se nezakládá na žádné vědecké teorii a byl označen za „crank science.“
Steiner věřil, že pohlaví dítěte je určeno v okamžiku početí podle uspořádání hvězd.
Steinerův model anatomie vycházel z trojdílné představy, podle níž je hlava myslící částí, břicho a končetiny částí „metabolickou“ a hrudník a srdce „rytmickým centrem.“

### Reakce na COVID-19
Během pandemie covidu-19 se Steinerovy nemocnice v Německu staly mezi legitimními lékaři nechvalně proslulými tím, že podávaly šarlatánské léky uspaným pacientům, z nichž někteří byli v kritickém stavu. Mezi používané prostředky patřily zázvorové obklady a homeopatické granule, o nichž se tvrdilo, že obsahují prach padajících hvězd. Stefan Kluge, ředitel oddělení intenzivní medicíny Univerzitního lékařského centra v Hamburku, prohlásil, že tvrzení antroposofických praktiků během pandemie byla „vysoce neprofesionální“ a že „hrozilo, že u pacientů vyvolají nejistotu.“

### Léčba rakoviny jmelím
Rudolf Steiner vyslovil hypotézu, že jmelí může léčit rakovinu, a to na základě pozorování, že rostlina je parazit, který nakonec svého hostitele zabije, což je podle něj proces, který se podobá postupu rakoviny. Steiner věřil, že léčebný potenciál rostliny je ovlivňován postavením Slunce, Měsíce a planet, a že je proto důležité sklízet rostlinu ve správný čas. Některé přípravky ze jmelí jsou ultraředěné, jiné se vyrábějí z fermentovaného jmelí. Nejčastěji používané obchodní názvy léků ze jmelí jsou Iscador a Helixor.
Ačkoli laboratorní pokusy naznačují, že extrakt ze jmelí může ovlivňovat imunitní systém a být schopen zabíjet některé druhy rakovinných buněk, existuje jen málo důkazů o jeho prospěšnosti pro lidi s rakovinou. Většina klinických výzkumů, které tvrdí, že léčba jmelím je účinná, byla publikována v Německu a obecně jsou považovány za nespolehlivé kvůli velkým nedostatkům v kvalitě. Edzard Ernst napsal, že výzkumy antroposofických praktiků často docházejí k pozitivním závěrům o terapii jmelím, protože čerpají z nespolehlivého materiálu; nezávislí výzkumníci naopak spíše nenacházejí žádné důkazy o prospěšnosti. Americká společnost pro rakovinu uvádí, že „dostupné důkazy z dobře navržených klinických studií nepodporují tvrzení, že jmelí může zlepšit délku nebo kvalitu života.“
Léky proti rakovině na bázi jmelí jsou v Evropě, zejména v německy mluvících zemích, široce používány:[30] v roce 2002 bylo z německého zdravotního pojištění uhrazeno téměř půl milionu receptů a v roce 2006 bylo údajně na trhu asi 30 druhů výtažků ze jmelí. V Nizozemsku se výtažky ze jmelí používají jako nekonvenční léčba pacientů s rakovinou a v Německu byla léčba schválena jako paliativní terapie k léčbě symptomů u pacientů se zhoubnými nádory, ve Švédsku byla kontroverzně schválena terapie jmelím k léčbě symptomů rakoviny.[zdroj?]
V jiných zemích je terapie jmelím prakticky neznámá, Úřad pro kontrolu potravin a léčiv ve Spojených státech amerických neschválil léky na bázi jmelí pro žádný účel; výtažky ze jmelí se nesmí v USA distribuovat ani do USA dovážet s výjimkou výzkumných účelů, od roku 2015 nejsou ve Velké Británii povoleny žádné léky na bázi jmelí.
Článek o jmelí v časopise Lancet Oncology z roku 2013 se odvolával na postřeh Bena Goldacra, že geografická preference určitých terapií je znakem šarlatánství, a navrhoval, aby pokračující používání této „zjevně neúčinné terapie“ v malém shluku zemí bylo založeno spíše na sociologických než na lékařských důvodech, což naznačuje potřebu informovanějšího souhlasu pacientů.

## Očkování
Rizika plynoucí z používání antroposofické medicíny jako náhrady medicíny založené na důkazech ilustruje několik případů nízké úrovně očkování ve waldorfských školách, protože někteří antroposofičtí praktici očkování odmítají. Studie provedená v roce 1999 mezi dětmi ve Švédsku ukázala, že ve waldorfských školách bylo pouze 18 % dětí očkováno MMR vakcínou, zatímco v ostatních školách v zemi to bylo 93 %.
Zpráva z roku 2003 o rozsáhlé epidemii spalniček v okolí německého Coburgu označila za původce waldorfskou školu. Starosta města tehdy odsoudil homeopaty, kteří odrazovali od očkování: „Jejich baštou je waldorfská škola, která aktivně nabádá lidi, aby nenechali své děti očkovat. Teď tu máme epidemii.“
Paul Offit napsal, že Steiner věřil, že očkování „narušuje karmický vývoj a cykly reinkarnace“, a že dodržování tohoto přesvědčení vedlo v roce 2008 k vypuknutí epidemie černého kašle v kalifornské waldorfské škole, což způsobilo její dočasné uzavření.

#### Knihy a články
- Ernst, E (2004). „Anthroposophical medicine: A systematic review of randomised clinical trials“. Wiener klinische Wochenschrift. 116 (4): 128–30. doi:10.1007/bf03040749. PMID 15038403. S2CID 7435250
- Kienle, GS; Kiene, H (2007). „Complementary cancer therapy: A systematic review of prospective clinical trials on anthroposophic mistletoe extracts“. European Journal of Medical Research. 12 (3): 103–19. PMID 17507307
- Singh, Simon; Ernst, Edzard (6 October 2009). Trick or Treatment? Alternative Medicine on Trial. Transworld. s. 135 (Anthroposophical medicine). ISBN 978-1-4090-8180-7

#### Přednášky od Rudolfa Steinera
- Broken Vessels: The Spiritual Structure of Human Frailty, Michael Lipson (ed.). ISBN 0-88010-503-8
- Fundamentals of Anthroposophical Medicine, ISBN 0-936132-80-9
- Geographic medicine: The secret of the double. ISBN 0-936132-06-X
- The Healing Process: Spirit, Nature & Our Bodies, Catherine E. Creeger (ed.). ISBN 0-88010-474-0
- Introducing Anthroposophical Medicine (Foundations of Anthroposophical Medicine, v. 1). ISBN 0-88010-463-5
- Medicine: An Introductory Reader, Andrew Maendl (ed.). ISBN 1-85584-133-9
- Occult Physiology ISBN 1-85584-141-X
- Pastoral Medicine: The Collegial Working of Doctors and Priests. ISBN 0-88010-253-5